# 쿱 택시
쿱 택시(Coop Taxi)는 한국택시협동조합에서 운영하는 택시이다. 출자금을 분담하여 조합원이 되고 이익을 배당받으며, 택시 수입 역시 조합이 관리하지만 사납금 제도가 명목만 변경 그대로 남아있다. 2015년 7월 14일 출범했다. 쿱(coop)은 협동조합(cooperativa) 및 협력(cooperazione)을 뜻하는 이태리어다.

## 배경
사업주의 선이익만을 보장하는 사납금 제도의 문제를 개선하기 위해 박계동 전 의원이 만들었다. 영업용 택시 71대는 법정관리에 들어간 서기운수를 인수해 확보했으며, 조합원은 서울역, 김포공항, 서기 운수 인근 충전소 등에서 모집했다.
2015년 1월 소수조합원의 지분 독식으로 실패한 부산 택시협동조합 역시 인수할 계획이 있으며, 대구, 광주까지 확장 예정이다.